# 東海学園大学サッカー部
東海学園大学サッカー部（とうかいがくえんだいがく サッカーぶ）は愛知県みよし市にある東海学園大学のサッカークラブである。

## 概要・歴史
2013年に東海学生サッカーリーグ初優勝を果たし、全日本大学サッカー選手権に初出場した。
2016年には愛知県サッカー選手権大会で初優勝し、第96回天皇杯に出場。
セカンドチームとしてTokai Gakuen Univ.（旧称：東海学園FC）が東海社会人サッカーリーグに所属している。

## 主な成績
- 東海学生サッカーリーグ戦
  - 優勝：5回（2013, 2014, 2018, 2019, 2021）
- 愛知県サッカー選手権大会（天皇杯全日本サッカー選手権大会県予選）
  - 優勝：1回 (2016)
  - 準優勝：3回（2015, 2017, 2020）